# 4803 Birkle
4803 Birkle eller 1989 XA är en asteroid i huvudbältet som upptäcktes den 1 december 1989 av den tyske astronomen Johann M. Baur vid Chions-observatoriet. Den är uppkallad efter den tyska astronomen Kurt Birkle.
Asteroiden har en diameter på ungefär 10 kilometer och den tillhör asteroidgruppen Koronis.